# 브라질 고속철도

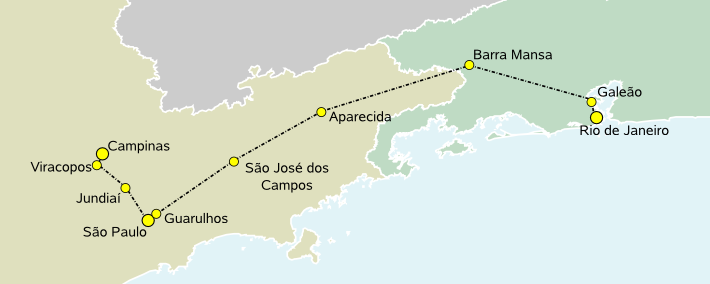
고속철 노선도

브라질 고속철도(TAV, Trem de Alta Velocidade)는 브라질에서 진행 중인 고속철도 사업이다.

## 개요
캄피나스에서 시작해 상파울루를 거쳐 리우데자네이루까지 이어지며, 노선 길이는 510.8km에 이른다. 2014년 완공될 예정이며, 연간 3300만 명이 이용할 것으로 추산된다. 당초 2014년 FIFA 월드컵을 앞두고 일부 개통하고 2016년 하계 올림픽 이전에 전구간 개통 할 예정이었으나, 계속된 입찰 지연으로 최소 5년 이상 지연될 것으로 예상된다.